# Bahnstrecke Oštarije–Knin
| Strecke                                       |         | von Zagreb       | von Zagreb    |
| Bahnhof                                       | 0,000   | Oštarije         | 315 m. i. J.  |
| Abzweig geradeaus, nach rechts und von rechts |         | nach Rijeka      | nach Rijeka   |
| Blockstelle                                   | 0,821   | Abzw. Krpelj     | 315 m. i. J.  |
| Haltepunkt / Haltestelle                      | 7,777   | Oštarije-Ravnice | 318 m. i. J.  |
| Haltepunkt / Haltestelle                      | 8,920   | Šušnjevo Selo    | Šušnjevo Selo |
| Bahnhof                                       | 10,484  | Josipdol         | 334 m. i. J.  |
| Haltepunkt / Haltestelle                      | 17,510  | Vojnovac         | 384 m. i. J.  |
| Haltepunkt / Haltestelle                      | 20,124  | Lički Podhum     | Lički Podhum  |
| Haltepunkt / Haltestelle                      | 22,646  | Latin            | 396 m. i. J.  |
| Brücke über Wasserlauf                        |         | Dretulja         | Dretulja      |
| Bahnhof                                       | 26,938  | Plaški           | 378 m. i. J.  |
| Haltepunkt / Haltestelle                      | 33,374  | Plavča Draga     | Plavča Draga  |
| Bahnhof                                       | 37,268  | Blata            | 528 m. i. J.  |
| Bahnhof                                       | 45,651  | Lička Jesenica   | 665 m. i. J.  |
| Haltepunkt / Haltestelle                      | 52,451  | Javornik         | 778 m. i. J.  |
| Bahnhof                                       | 60,563  | Rudopolje        | 870 m. i. J.  |
| Kulminations-/Scheitelpunkt                   |         | Scheitelpunkt    | Scheitelpunkt |
| Bahnhof                                       | 68,299  | Vrhovine         | 765 m. i. J.  |
| Haltepunkt / Haltestelle                      | 78,290  | Sinac            | 672 m. i. J.  |
| Haltepunkt / Haltestelle                      | 81,148  | Ramljani         | Ramljani      |
| Bahnhof                                       | 83,435  | Ličko Lešće      | 644 m. i. J.  |
| Haltepunkt / Haltestelle                      | 88,743  | Janjče           | Janjče        |
| Haltepunkt / Haltestelle                      | 93,844  | Studenci         | 588 m. i. J.  |
| Bahnhof                                       | 101,547 | Perušić          | 576 m. i. J.  |
| Haltepunkt / Haltestelle                      | 107,165 | Lički Osik       | 572 m. i. J.  |
| Brücke über Wasserlauf                        |         | Lika             | Lika          |
| Bahnhof                                       | 115,663 | Gospić           | 568 m. i. J.  |
| Brücke über Wasserlauf                        |         | Lika             | Lika          |
| Haltepunkt / Haltestelle                      | 120,962 | Bilaj-Ribnik     | 573 m. i. J.  |
| Bahnhof                                       | 129,284 | Medak            | 577 m. i. J.  |
| Haltepunkt / Haltestelle                      | 133,543 | Kruškovac        | 591 m. i. J.  |
| Haltepunkt / Haltestelle                      | 137,392 | Raduč            | 601 m. i. J.  |
| Brücke                                        |         | Autocesta A1     | Autocesta A1  |
| Bahnhof                                       | 144,058 | Lovinac          | 579 m. i. J.  |
| Haltepunkt / Haltestelle                      | 147,622 | Ličko Cerje      | 569 m. i. J.  |
| Haltepunkt / Haltestelle                      | 151,909 | Ričice           | 565 m. i. J.  |
| Brücke über Wasserlauf                        |         | Ričica           | Ričica        |
| Haltepunkt / Haltestelle                      | 155,332 | Štikada          | 558 m. i. J.  |
| Bahnhof                                       | 159,615 | Gračac           | 555 m. i. J.  |
| Haltepunkt / Haltestelle                      | 167,897 | Cerovac          | 674 m. i. J.  |
| Kulminations-/Scheitelpunkt                   |         | Scheitelpunkt    | Scheitelpunkt |
| Bahnhof                                       | 175,901 | Malovan          | 793 m. i. J.  |
| Bahnhof                                       | 186,191 | Zrmanja          | 637 m. i. J.  |
| Haltepunkt / Haltestelle                      | 194,216 | Pribudić         | 605 m. i. J.  |
| Haltepunkt / Haltestelle                      | 197,808 | Prljevo          | Prljevo       |
| Bahnhof                                       | 202,891 | Plavno           | 490 m. i. J.  |
| Haltepunkt / Haltestelle                      | 206,658 | Oton             | 428 m. i. J.  |
| Bahnhof                                       | 209,829 | Pađene           | 380 m. i. J.  |
| Haltepunkt / Haltestelle                      | 215,727 | Stara Straža     | 337 m. i. J.  |
| Brücke über Wasserlauf                        |         | Butižnica        | Butižnica     |
| Abzweig geradeaus und von links               |         | von Novi Grad    | von Novi Grad |
| Abzweig geradeaus und von rechts              |         | von Zadar        | von Zadar     |
| Bahnhof                                       | 223,689 | Knin             | 221 m. i. J.  |
| Strecke                                       |         | nach Split       | nach Split    |

| Strecke                          |       | von Rijeka   | von Rijeka   |
| Bahnhof                          | 0,051 | Ogulin       | Ogulin       |
| Abzweig geradeaus und nach links |       | nach Zagreb  | nach Zagreb  |
| Abzweig geradeaus und von links  |       | von Oštarije | von Oštarije |
| Blockstelle                      | 5,857 | Abzw. Krpelj | 315 m. i. J. |

Die Bahnstrecke Oštarije–Knin ist eine eingleisige, nicht elektrifizierte Hauptbahn im Westen Kroatiens. Sie stellt die Verbindung zwischen der Bahnstrecke Zagreb–Rijeka und dem Eisenbahnknoten Knin her. In der amtlichen kroatischen Streckenklassifizierung ist sie Teil der Bahnstrecke M604 Oštarije–Split. Sie durchquert die historische Landschaft Lika und wird daher auch als Lika-Bahn bezeichnet. In ihrem Verlauf durchquert bzw. berührt sie vier Gespanschaften.
Die Strecke überquert nahe den Bahnhöfen Rudopolje (870 m. i. J.) und Malovan (793 m. i. J.) zwei Wasserscheiden. Dies sind zugleich die zwei höchstgelegenen Betriebsstellen der Strecke.

## Geschichte
Im Jahr 1866 verlangte der österreichische Handelsminister Bernhard von Wüllerstorf-Urbair in einem Memorandum die Errichtung einer Eisenbahn durch die Lika. Neben der Finanzierungsfrage war in der Folge vor allem der Umstand problematisch, dass im Zuge des Österreichisch-Ungarischen Ausgleichs Kroatien 1867 ungarisch wurde (siehe Kroatien in der Donaumonarchie) und Dalmatien dadurch vom österreichischen Stammland territorial getrennt wurde.
Bis 1913 dauerte der Streit zwischen Österreich und Ungarn um die Trassenführung durch die Lika, bevor der Bau beginnen konnte. Dann behinderte der Erste Weltkrieg das Projekt.
Vollendet und in Betrieb genommen wurde die Strecke 1925 von den Eisenbahnen des Königreichs der Serben, Kroaten und Slowenen und ging später mit diesen in den Jugoslawischen Staatsbahnen (JDŽ/JŽ) auf.
Im Einzelnen wurde die Strecke in Betrieb genommen:
- am 14. Oktober 1914 von Ogulin (an der Bahnstrecke Zagreb–Rijeka) bis Plaški durch die damalige Ungarische Staatsbahn (gemäß Quelle 21,8 km)
- am 12. Juni 1918 von Plaški bis Vrhovine ebenfalls noch durch die Ungarische Staatsbahn (42,2 km) (gemäß Quelle 42,2 km)
- am 23. März 1920 von Vrhovine bis Gospić durch die Eisenbahnen des Königreichs der Serben, Kroaten und Slowenen (gemäß Quelle 47,4 km)
- am 15. Juni 1922 von Gospić bis Gračac durch die Eisenbahnen des Königreichs der Serben, Kroaten und Slowenen (gemäß Quelle 43,9 km)
- am 25. Juli 1925 von Gračac bis Knin (an der Bahnstrecke Knin–Split) durch die Eisenbahnen des Königreichs der Serben, Kroaten und Slowenen (gemäß Quelle 64,0 km)
- am 1. Mai 1928 die Verbindungskurve vom Bahnhof Oštarije an der Bahnstrecke Zagreb–Rijeka zum heutigen Abzweig Krpelj ebenfalls durch die Eisenbahnen des Königreichs der Serben, Kroaten und Slowenen (gemäß Quelle 0,8 km)

Erst die 1928 in Betrieb genommene Verbindungskurve, heute die eigentliche Hauptstrecke, ermöglichte Zugfahrten zwischen Zagreb und Knin ohne den bis dahin notwendigen Fahrtrichtungswechsel im Bahnhof Ogulin.

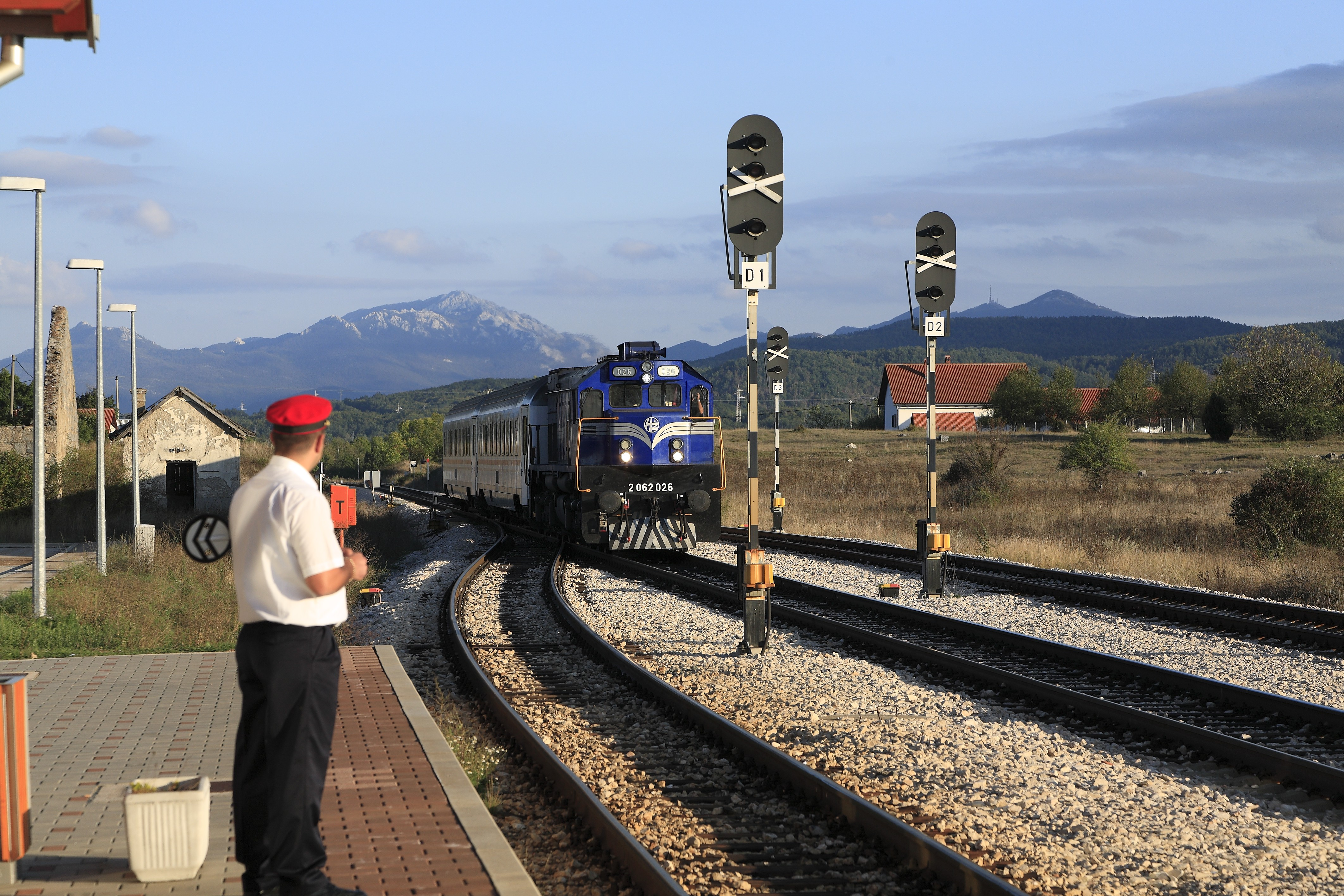
Zugkreuzung im Bahnhof Lovinac im September 2012, noch ist das Stellwerk nicht wieder in Betrieb, die Signale sind ungültig und die Weichen ortsbedient

Mit der Unabhängigkeit Kroatiens von Jugoslawien 1991 ging die Strecke wiederum auf die neu gegründete Eisenbahngesellschaft Hrvatske željeznice (HŽ) über. Der weit überwiegende Teil der Strecke lag von 1991 bis 1995 auf dem Gebiet der international nicht anerkannten Republik Serbische Krajina und damit außerhalb der Einflusssphäre der HŽ. Im amtlichen Kursbuch der HŽ für den Sommerfahrplan 1994 waren dementsprechend Verkehrsangebote auf dieser Strecke nur im nördlichen Abschnitt zwischen Josipdol und Ogulin an der Bahnstrecke Zagreb–Rijeka ausgewiesen. Während des Kroatienkrieges 1991 bis 1995 hat die Strecke schwer gelitten; bis heute sind zerstörte Gebäude entlang der Strecke zu sehen. In der Folge waren die meisten Stellwerke und auch der Streckenblock außer Betrieb, die Züge verkehrten auf schriftliche Befehle unter nahezu ausschließlicher Personamverantwortung. In Lički Osik befindet sich neben der Strecke noch ein Minenfeld. Die Strecke selbst wurde seit Kriegsende wiederaufgebaut und ausgebaut. Durch die Unterbrechung der Strecke Novi Grad–Knin, die die EU-Außengrenze zwischen Kroatien und Bosnien-Herzegowina im Unatal wiederholt kreuzt, wurde die Strecke Oštarije–Knin zur einzigen nutzbaren Eisenbahnanbindung Dalmatiens. Auch der Betrieb erfolgt heute nach den modernen Maßstäben.

## Streckenverlauf
Oštarije liegt im Tal der Zagorska Mrežnica und wird südwärts an den Westabhängen des Berges Hum Richtung Ogulin-Plaški-Tal verlassen. Ab Plaški hält sich die Bahnstrecke an die Ostabdachung des Mala-Kapela-Gebirges, das über Rudopolje Bruvanjsko und Vrhovine bis südlich von Ličko Lešće reicht, wo die Autocesta A1 gekreuzt wird. Über Perušić wird dann Gospić am Fluss Novčica im weiten Becken des Ličko Polje erreicht. Diese größte Doline Kroatiens wird südostwärts bis etwa Lovinac (Bahnhof) in der Nähe von Sveti Rok durchquert, wo das Tal des Ričica erreicht wird, bis Gračac (Zadar) erreicht ist. An den Ostabhängen des Velebit-Gebirges bzw. durch die südlichsten Teile des Kapela-Massivs passiert die Strecke das tief eingeschnittene Zrmanja-Tal. Das etwa 200 m tiefer liegende Knin im Tal der Krka wird mit einer großzügig angelegten Kehrschleife aus einem Seitental heraus erreicht.

## Heutiges Verkehrsangebot
Seit dem Jahr 2005 wird die Verbindung Zagreb–Split durch die Kroatischen Eisenbahnen (HŽ) mit Neigetechnik-Zügen der Baureihe 7123 bedient. Die Züge verkehren als sogenannter ICN (InterCity Nagibni). Im Jahresfahrplan 2013 verkehrten täglich zwei Zugpaare. Das Fernverkehrsangebot zwischen Zagreb, Karlovac, Knin und Split wird ergänzt durch mehrere lokbespannte Schnell- und Nachtzüge, wobei ein Zugpaar Autoreisezugwagen mitführt. Saisonal werden auch Kurswagenverbindungen von und nach Budapest angeboten und vor dem Russischen Überfall auf die Ukraine 2022 einmal wöchentlich auch nach Moskau. Darüber hinaus verkehren im Abschnitt Ogulin–Vrhovine mehrere Zugpaare des Schienenpersonennahverkehrs.